# Гарань Олексій Федорович
Олексій Федорович Гарань (1914, Мліїв — 8 грудня 1969, Мліїв) — Герой Радянського Союзу, в роки радянсько-німецької війни стрілець 936-го стрілецького полку (254-я стрілецька дивізія, 52-а армія, 2-й Український фронт), червоноармієць.

## Біографія
Народився в 1914 році в селі Млієві (нині Городищенського району Черкаської області) селянина в сім'ї. Українець. Закінчив початкову школу. У 1928 році вся сім'я виїхала на Донбас, де працював у шахті сигналістом, коногоном, помічником машиніста врубової машини, десятником. У 1939 році з дружиною переїхав у село, працював у колгоспі на різних роботах.
У Червону Армію призваний у 1941 році. Служив в артилерійському полку заряджаючим гармати. У жовтні 1941 року дивізіон, в якому служив Гарань, потрапив в оточення і був розбитий в брянських лісах. Повернувся в своє село. У лютому 1944 року, після відвоювання села у нацистів, пішов на фронт. Брав участь у відвоюванні України.
5 березня 1944 року при наступі в районі села Кобиляки (Звенигородський район Черкаської області) одним з перших увірвався в траншею противника і підірвав бліндаж, в якому знаходилися два офіцери і п'ятнадцять солдатів.
28 березня в складі підрозділу першим подолав річку Прут (на північ від міста Ясс, Румунія), гранатою знищив кулеметну точку ворога і тим самим забезпечив переправу підрозділу.
31 березня в бою за село Кирпіці (нині Вікторія) непомітно пробрався в розташування ворога і вогнем з автомата знищив близько сімдесяти солдатів противника, а чотирьох захопив у полон.
Указом Президії Верховної Ради СРСР від 13 вересня 1944 року за мужність, відвагу і героїзм, проявлені в боротьбі з німецько-фашистськими загарбниками, червоноармійцеві Гараню Олексію Федоровичу присвоєно звання Героя Радянського Союзу з врученням ордена Леніна і медалі «Золота Зірка» (№ 7422).
В одному з наступних боїв О. Ф. Гарань був важко поранений і після лікування в госпіталі демобілізований. Жив і працював у рідному селі. Помер 8 грудня 1969 року.